# Річкове круїзне судно проєкту 302/BiFa129M
«Дмитрий Фурманов» (проєкт 302) (укр. Дмитро Фурманов) - серія річкових чотирипалубних пасажирських теплоходів, призначених для роботи на туристичних і транспортних лініях. Будувалися у Німеччині (до 1990 року - Німецька Демократична Республіка) на верфях VEB Elbewerften Boizenburg/Roßlau в місті Бойценбург в 1983-1993 роках. Всього було побудовано 28 суден проєкту 302 у чотирьох серіях. 

## Умови розміщення пасажирів
Спочатку судна цього проєкту мали одно-, двох-, чотирьохмісні каюти, два ресторани, два салони. 

## Поширення
Теплоходи типу «Дмитрий Фурманов» використовувалися на Волзі, Камі, Дону, Оці, Москві-річці, Неві, Дніпрі, Янцзи, Рейні. 
Спочатку судна проєкту надходили в Волзьке, Московське, Волго-Донське, Дніпровське пароплавства. У пострадянський час багато суден були продані різним приватним туристичним та іншим компаніям.

## Теплоходи проєкту 302
У списку наводиться первісна назва теплохода, його перейменування зазначено в дужках в хронологічному порядку:
Теплоходи проєкту 302 :
Перша серія
- Дмитрий Фурманов
- Академик Виктор Глушков (Академік Віктор Глушков, Академик Глушков, Игорь Стравинский, Волга Стар)
- Новиков-Прибой (Сергей Дягилев)
- Алексей Сурков (Викинг Хельги)
- Константин Симонов
- Леонид Соболев
- Михаил Шолохов

Друга серія
- Алексей Ватченко (Иван Бунин)
- Юрий Андропов
- Зосима Шашков
- Генерал Ватутин (Генерал Ватутін)
- Русь
- Ленин
- Сергей Киров (Викинг Трувор)
- Маршал Рыбалко (Зірка Дніпра)
- Маршал Кошевой (Викинг Акун)[6]
- Георгий Чичерин
- Леонид Красин
- Николай Бауман (Княжна Анастасия)
- Генерал Лавриненков
- Нарком Пахомов (Викинг Ингвар)

Третя серія (проєкт 302M)
- Глеб Кржижановский
- Максим Литвинов

Четверта серія (проєкт 302MK)
- Тарас Шевченко (Т. Г. Шевченко)
- Xian Ni (англійський варіант імені Princess Jeannie) (Константин Станюкович)
- Xian Na (англійський варіант імені Princess Sheena) (Аркадий Гайдар)
- Xian Ting (англійський варіант імені Princess Elaine) (Александр Грин)
- Владимир Высоцкий (перебудований на стапелі; кормова частина була відділена і добудована як Ocean Diva Original в Нідерландах) [7]

## Огляд
| Місяць і рік будівництва                         | Заводський номер | Фото                                                             | Назва               | Капітан                      | Оператор                                                 | Прапор | Маршрути | Перейменування, статус |  |
| Суда типу Дмитрий Фурманов /проєкт 302/BiFa 129М |                  |                                                                  |                     |                              |                                                          |        | | |  |
| Проєкт 302 - перша серія                         |                  |                                                                  |                     |                              |                                                          |        | | |  |
| 06.1983                                          | 378              |                                                                  | Дмитрий Фурманов    |                              | Ортодокс                                                 | →      | → Москва - Санкт-Петербург, Москва-Твер                                                                                           | |  |
| 08.1983                                          | 379              |                                                                  | Волга Стар          |                              | Ортодокс, ООО "Росфлотинвест", оренда ОАО "Донинтурфлот" | →      | → Москва - Санкт-Петербург, Санкт-Петербург - Москва                                                                              | ← *ранее Академик Глушков (2001-2011), Академік Віктор Глушков (1993-2001), Академик Виктор Глушков (1983-1993), Игорь Стравинский |  |
| 10.1983                                          | 380              |                                                                  | Сергей Дягилев      |                              | Ортодокс, ОАО "Донинтурфлот"                             | →      | | *ранее Новиков-Прибой |  |
| 06.1984                                          | 381              |                                                                  | Викинг Хельги       |                              | Viking River Cruises                                     | →      | → | *ранее Алексей Сурков |  |
| 09.1984                                          | 382              |                                                                  | Константин Симонов  | Казаков Александр Николаевич | ВодоходЪ                                                 | →      | → Санкт-Петербург - Москва, Санкт-Петербург - Кіжі                                                                                | обслуживание на борту на немецком языке                                                                                            |  |
| 04.1985                                          | 383              |                                                                  | Леонид Соболев      | Грушин Михаил Лазаревич      | ВодоходЪ                                                 | →      | → Москва - Углич - Санкт-Петербург -Ярославль - Горицы - Санкт-Петербург - Кіжі - Мандроги - Санкт Петербург                      | |  |
| 06.1985                                          | 384              |                                                                  | Михаил Шолохов      |                              | Ортодокс (Власник Донинтурфлот)                          | →      | | |  |
| Проєкт 302 - друга серія                         |                  |                                                                  |                     |                              |                                                          |        | | |  |
| 07.1985                                          | 385              |                                                                  | Иван Бунин          |                              | Ортодокс (Власник Донинтурфлот)                          | →      | | *ранее Алексей Ватченко |  |
| 02.1986                                          | 386              |                                                                  | Юрий Андропов       |                              |                                                          | →      | | → с 2010 плавобщежитие на Каспии; Юрий Андропов на Каспии - Фотофакт [Архівовано 5 липня 2013 у Wayback Machine.]                  |  |
| 07.1986                                          | 387              |                                                                  | Зосима Шашков       | Миронов Владимир Витальевич  | ВодоходЪ                                                 | →      | → Москва - Углич - Санкт-Петербург -Ярославль - Горицы - Санкт-Петербург - Кіжі - Мандроги - Санкт Петербург                      | |  |
| 09.1986                                          | 388              |                                                                  | General Vatutin     |                              | Червона Рута                                             | →      | → Київ-Севастополь-Вилково-Одеса, Санкт-Петербург -Одеса-Севастополь-Киев, Санкт-Петербург - с осени 2011 плавобщежитие на Каспии | |  |
| 05.1987                                          | 389              |                                                                  | Русь                | Степанов Сергей Федорович    | ВодоходЪ                                                 | →      | → Москва - Санкт-Петербург, Москва -Астрахань, Нижній Новгород -Москва                                                            | |  |
| 06.1987                                          | 390              |                                                                  | Ленин               | Андреев Владимир Викторович  | ВодоходЪ                                                 | →      | → Москва - Санкт-Петербург - Москва                                                                                               | |  |
| 09.1987                                          | 391              |                                                                  | Викинг Трувор       |                              | Viking River Cruises                                     | →      | → | *ранее Сергей Киров |  |
| 03.1988                                          | 392              |                                                                  | Зірка Дніпра        | Біленко Владимир             | Червона Рута                                             | →      | → Київ-Запоріжжя-Херсон-Севастополь-Вилково-Одеса, Київ– Севастополь-Одеса                                                        | *ранее Маршал Рыбалко |  |
| 07.1988                                          | 393              |                                                                  | Викинг Акун         |                              | Viking River Cruises                                     | →      | Санкт-Петербург | *ранее Маршал Кошевой |  |
| 09.1988                                          | 394              |                                                                  | Георгий Чичерин     | Царёв Алексей Юрьевич        | ВодоходЪ                                                 | →      | → СПб-Мандроги-Кижи-Горицы-Углич-Москва, Москва-Углич-Ярославль-Горицы-Кіжі-Мандроги-СПб и т.п.                                   | [ 21 ] |  |
| 03.1989                                          | 395              |                                                                  | Леонид Красин       |                              | МосТурФлот                                               | →      | → с осени 2011 плавобщежитие на Каспии                                                                                            | |  |
| 06.1989                                          | 396              |                                                                  | Княжна Анастасия    |                              | МосТурФлот                                               | →      | → с осени 2011 плавобщежитие на Каспии                                                                                            | ранее Николай Бауман |  |
| 03.1990                                          | 397              |                                                                  | Генерал Лавриненков |                              | Ортодокс (Власник Донинтурфлот)                          | →      | → | смена флага |  |
| 06.1990                                          | 398              |                                                                  | Викинг Ингвар       |                              | Viking River Cruises                                     | →      | → | бывш. Нарком Пахомов |  |
| Проєкт 302M - третя серія                        |                  |                                                                  |                     |                              |                                                          |        | | |  |
| 07.1990                                          | 301              |                                                                  | Глеб Кржижановский  |                              | МосТурФлот                                               | →      | → с осени 2011 плавобщежитие на Каспии;Глеб Кржижановский на Каспии [Архівовано 5 липня 2013 у Wayback Machine.]                  | → единственное судно в собственности МРП                                                                                           |  |
| 04.1991                                          | 302              |                                                                  | Максим Литвинов     |                              | Ортодокс (Власник Донинтурфлот)                          | →      | → Москва - Санкт-Петербург, Санкт-Петербург - Москва                                                                              | [ 24 ] |  |
| Проєкт 302MK - четверта серія                    |                  |                                                                  |                     |                              |                                                          |        | | |  |
| 09.1991                                          | 303              |                                                                  | Т. Г. Шевченко      |                              | Ортодокс                                                 | →      | → с 2011 ТОО "Каспий Ак Желкен"; работает как стоечное судно-плавобщежитие нефтеразработок на Каспийском море в Казахстане        | *ранее Тарас Шевченко |  |
| 10.1991                                          | 304              |                                                                  | Xian Ni             |                              | China Regal Cruises                                      |        | → Янцзи | будівельна назва Константин Станюкевич )                                                                                           |  |
| 11.1991                                          | 305              | Xian Na на фото [Архівовано 7 листопада 2013 у Wayback Machine.] | Xian Na             |                              | China Regal Cruises                                      |        | → Янцзи | будівельна назваАркадий Гайдар )                                                                                                   |  |
| 12.1991                                          | 306              |                                                                  | Xian Ting           |                              | China Regal Cruises                                      |        | → Янцзи | будівельна назваАлександр Грин) |  |
| 1996 (остов); 2003                               | 307              |                                                                  | Ocean Diva Original |                              | Oceandiva                                                |        | → Амстердам, Роттердам, Кёльн | → номер 307, перестроено на стапеле, (будівельна назва Владимир Высоцкий);                                                         |  |